# Rafael Termes
Rafael Termes Carreró, (Sitges, (Barcelona), 5 de diciembre de 1918 - Madrid, 25 de agosto de 2005) fue un ingeniero industrial español, consejero delegado del Banco Popular (1966-1977) y presidente de la Asociación Española de Banca (AEB) desde su fundación en 1977 y hasta 1990. 

## Biografía
Termes fue doctor ingeniero industrial (1945); académico de número de la Real Academia de Ciencias Económicas y Financieras de Barcelona (1983) y de la Real Academia de Ciencias Morales y Políticas (1991. Era un capitalista liberal).
El 29 de septiembre de 1966, siendo presidente Fernando Camacho Baños accede al cargo de Consejero Delegado del Banco Popular, cargo del que tomó posesión, desarrolló diversos cometidos ya que en 1960 era consejero. Era, así mismo, doctor honoris causa por la Universidad Francisco Marroquín, de Guatemala. Profesor de Finanzas del IESE, de la Universidad de Navarra, desde su fundación en 1958. Fue también director del campus del IESE en Madrid desde 1997, cargo en el que cesó en junio de 2000, para ser nombrado presidente de honor del IESE en Madrid.
Era miembro fundador de la ONG SECOT (Seniors Españoles para la Cooperación Técnica). 
Entre sus obras destacan El poder creador del riesgo (1986), Capitalismo y cultura cristiana, Las causas del paro, Desde la libertad (1997) y Antropología del capitalismo. También Inversión y Coste de Capital, Manual de Finanzas (1998), "Del estalinismo a la libertad. Perspectiva de los países del Este" (1990), Capitalismo y cultura cristiana (1999) y Antropología del capitalismo (2001), por la que ha merecido el Premio Libre Empresa otorgado por la Fundación Rafael del Pino.
En 1987 constituyó la Fundación Fomento de Fundaciones, Fundación Internacional, cuyo objeto es "la ayuda al desarrollo humano y profesional de estudiantes preuniversitarios, universitarios y graduados, así como otras actividades de carácter socio-cultural."
Termes poseía, entre otras condecoraciones, la Gran Cruz de la Orden del Mérito Civil y la Encomienda con Placa de la Orden de Alfonso X el Sabio. Era Caballero de la Legión de Honor y Premio Gold Mercury Award en Economía 2003. Recibió asimismo el Premio de Economía Castilla y León Infanta Cristina 2003.
Pertenecía al Opus Dei desde 1940.